# Khao kha mu
Vous pouvez aider à l'améliorer ou bien discuter des problèmes sur sa page de discussion.
- Son texte doit être wikifié : il ne correspond pas à la mise en forme Wikipédia (style, typographie, liens internes, liens entre les wikis, etc.). (Marqué depuis février 2025)
- Il est orphelin : moins de trois articles lui sont liés. Aidez à ajouter des liens en plaçant le code [[Khao kha mu]] dans les articles relatifs au sujet. (Marqué depuis février 2025)

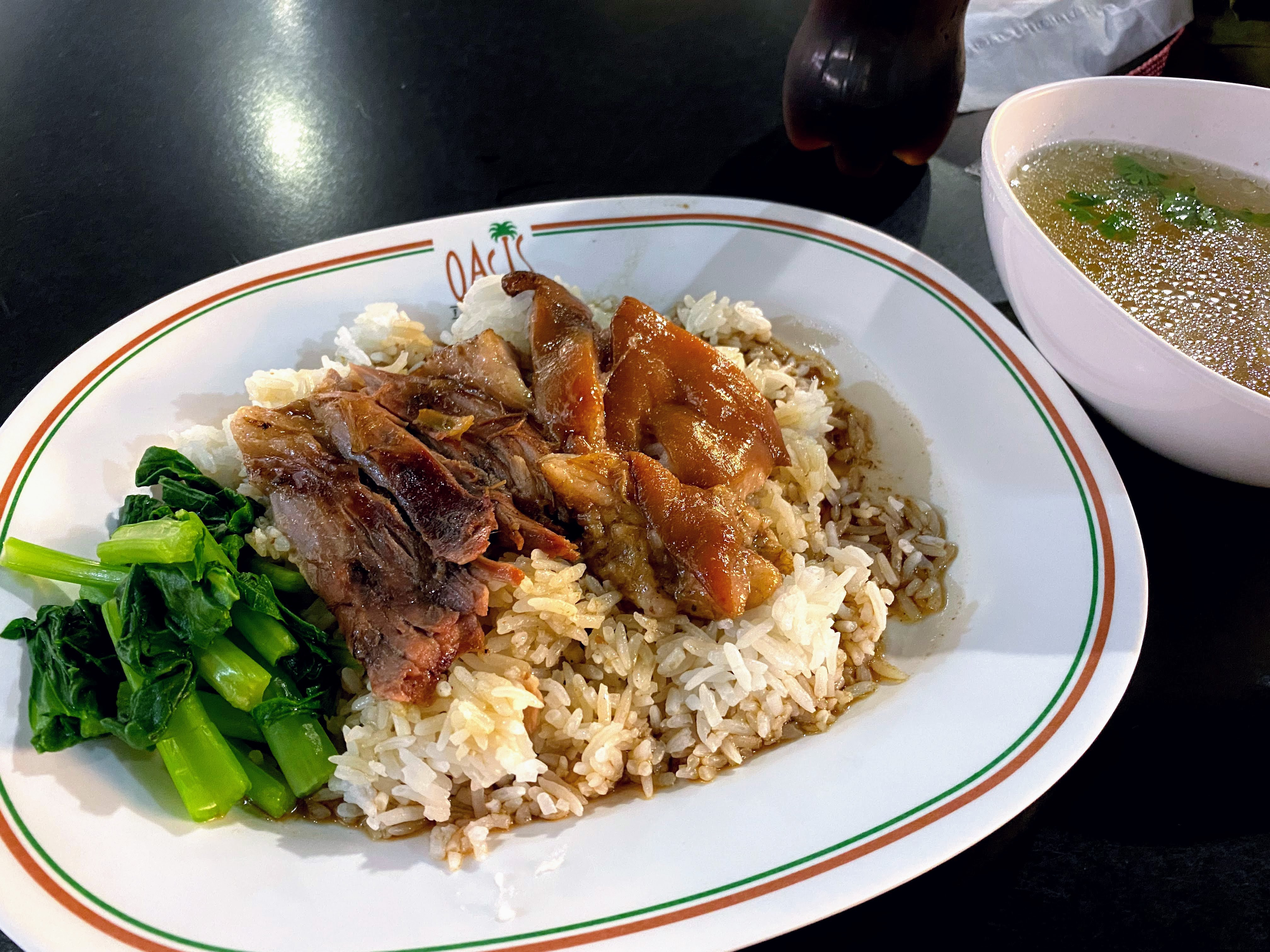
Khao kha mu

Khao kha mu ( Thai ,th, litt. riz aux cuisses de porc ' ; Chinese , pinyin : zhū jiǎo fàn ), ou parfois simplement appelé kha mu ( ขาหมู ), est un plat thaïlandais populaire. Elle est influencée par la cuisine chinoise, en particulier la cuisine Teochew.
Le Khao kha mu est un plat individuel composé de pied de porc mijoté dans un potage chaud condensé (certaines recettes sont mélangées avec de la poudre de cacao ou des cacahuètes bouillies, ), puis il sera coupé en fines tranches et garni de riz cuit à la vapeur. Le plat est servi avec des œufs salés mi-épicés, de petits morceaux de feuilles de moutarde marinées et parfois du brocoli chinois blanchi avec des piments frais et des gousses d'ail à côté. Parfois, on le mange avec un bouillon clair. La sauce d'accompagnement est le plus souvent composée de piments jaunes, d'ail, de sel granulé, de limonade et de vinaigre.
Khao kha mu est un aliment que l'on peut trouver en ligne, dans les stands de rue, les aires de restauration des grands magasins et les restaurants de luxe.
En demandant un "kawki"(ข้อกิ) vous obtiendrez une grosse découpe ronde de la partie juste au-dessus du pied de porc, l’articulation.
À Bangkok, il existe de nombreux restaurants célèbres de khao kha mu dans divers quartiers tels que Bang Wa, Phlapphla Chai, Mo Mi, Sam Yan, etc., Certains restaurants de Bang Rak ont reçu deux fois le prix Bib Gourmand dans le Guide Michelin 2018 et 2019,.